# Acraea wickhami
Acraea wickhami är en fjärilsart som beskrevs av Gabriel 1934/35. Acraea wickhami ingår i släktet Acraea och familjen praktfjärilar. Inga underarter finns listade i Catalogue of Life.